# Тякино (Вяземский район)
Тякино — деревня в Вяземском районе Смоленской области России. Входит в состав Ефремовского сельского поселения. Население — 1 житель (2007).
Расположена в восточной части области в 20 км к юго-востоку от Вязьмы, в 12 км восточнее автодороги Р132 Вязьма — Калуга — Тула — Рязань, на берегу реки Вороновки. В 16 км западнее деревни расположена железнодорожная станция Лосьмино на линии Вязьма — Занозная.

## История
В годы Великой Отечественной войны деревня была оккупирована гитлеровскими войсками в октябре 1941 года, освобождена в марте 1943 года.